# Stora Idtjärnen, Dalarna
Stora Idtjärnen är en sjö i Ludvika kommun i Dalarna och ingår i Norrströms huvudavrinningsområde.